# 田川永吉
田川 永吉（たがわ えいきち、1936年 -）は、日本の作家、歴史小説家、実業家。幕末、明治維新で活躍した大浦慶の生涯を描いた作品や、曾祖父である松尾儀助の伝記を執筆。特に大浦慶の書籍では、発見した新たな事実を加え、既存のイメージを覆す大浦慶の活躍を映し出した。別称、アイク田川。

## 人物・経歴
1936年生まれ。曾祖父・松尾儀助は、明治初期の有田焼を始め日本の伝統工芸品を海外に輸出した国策会社である「起立工商会社」を大隈重信の斡旋により設立した政商である。幼少期より欧米文化に親しむ。
1962年、立教大学経済学部経営学科（現・経営学部）卒業。1965年に初渡米。
その後、日本、フランス、アメリカの企業の要職を経て独立し、翻訳会社を経営する。
小説家としても活動し、2012年には、幕末から明治初頭にかけて、長崎を舞台に薩長の志士や、土佐の坂本龍馬や三菱の岩崎弥太郎を支援した女性商人である大浦慶の本格的な評伝である「女丈夫 大浦慶伝」を刊行した。田川は首都圏の図書館などで慶の新資料を次々と発掘し、この本を描く。
大浦慶は幕末に茶貿易で富を築き、潤沢な資金で志士たちを援助し、明治維新の礎を作ったが、明治初期に商売に絡む詐欺事件に巻き込まれ多額の借金を背負い、失意のうちに亡くなったと言われてきた。しかし、田川が著した書籍により、晩年の慶は東京に活躍の舞台を移し、横浜製鉄所への経営参画や、国の蒸気船の払い下げを受けるなど、負債も返済し、実業家として再起して活躍していたことが分かり、従来の定説とイメージを覆すこととなった。その結果、長崎市にある慶の案内板も新事実を踏まえて改正されるに至った。

手塚治虫文化賞マンガ大賞を受賞した高浜寛の「ニュクスの角灯（らんたん）」も明治時代の長崎を舞台とした作品であるが、主要人物として活躍した慶は田川の研究成果を踏まえて描かれた。
曾祖父・儀助の伝記も執筆し、2018年には儀助の生まれた佐賀市で氏の足跡語る講演会も行った。
海外経験が豊富で翻訳、通訳を長く務めてきたことから、英語が堪能であり、英語関連の書籍の執筆や英語教室での指導も行っている。鎌倉市在住。

## 主な著書
- 『マンハッタン一番乗り 我が郷愁のニューヨーク』新風舎 2007/1/1
- 『マンハッタン一番乗り ニューヨーク生活のバイブル』文芸社 2009/2/1
- 『英語力で1億円 外資系転職5回、英語屋猛者の英語指南』文芸社 2009/10/1
- 『英語力で1億円 パート2 社内公用語は英語です』文芸社 2011/12/1
- 『政商 松尾儀助伝 海を渡った幕末・明治の男達』文芸社 2009/12/1
- 『女丈夫 大浦慶伝　慶と横浜、慶と軍艦高雄丸』文芸社 2010/12/1
- 『ボクサーたちの鎮魂歌 玄海男と関光徳と……』文芸社 2011/10/1
- 『ハワイからの使者 スタンレー・イトウ The Lord of Ring』文芸社 2014/2/1